# Thijs Booy
Thijs Booy (Alphen aan den Rijn, 27 maart 1923 – Apeldoorn, 7 maart 2003) was secretaris van de Nederlandse prinses Wilhelmina en auteur van diverse boeken, waaronder Het is stil op het Loo (1963); een beschrijving van de laatste jaren van de afgetreden vorstin. Hij hielp Wilhelmina bij het schrijven van het autobiografische boek Eenzaam maar niet alleen. 
De overtuigd christelijke Booy schreef een aantal boeken over zendingswerk onder jongeren. Tijdens de Tweede Wereldoorlog is hij door de Duitse bezetters gevangengezet, maar door een vergissing van de Sicherheitsdienst werd hij vrijgelaten. Tijdens zijn gevangenschap legde hij zijn gedachten neer in zijn journaal Daar moet veel strijds gestreden zijn... Gedachten in de gevangenis, dat nog voor publicatie geschikt is gemaakt maar nooit in druk is verschenen. 
Na de dood van prinses Wilhelmina bleef Booy tot zijn dood in een huis op het terrein van het Oude Loo te Apeldoorn wonen. Hij overleed in 2003 op 79-jarige leeftijd. Op 19 oktober 2009 overleed in Apeldoorn zijn weduwe, Sophie Elisabeth barones van Randwijck (1923-2009), oud-2e particulier secretaresse van Wilhelmina en drager van het Erekruis in de Huisorde van Oranje. Beiden zijn begraven op de Algemene begraafplaats Zutphen in Zutphen.